# Улица Верности (Санкт-Петербург)
Улица Ве́рности — одна из улиц Калининского района Санкт-Петербурга.
Проходит параллельно проспектам Непокорённых и Науки между ними, севернее Пискарёвского мемориального кладбища. Соединяет Гражданский проспект и улицу Руставели, на одном из участков огибая Пискарёвский парк с севера.

## История
Улица получила своё название в июле 1965 года в память о героических защитниках Ленинграда во время блокады города, об их верности Родине и воинскому долгу (похожие по духу наименования носят также недалеко расположенные проспект Непокорённых и площадь Мужества).

## Описание
При движении по улице Верности от Гражданского проспекта, первой пересекаемой улицей будет улица Бутлерова. На участке от Гражданского проспекта до улицы Бутлерова справа расположены жилые здания, во дворе — ФССП Калининского района (до 2015 года там был 62-й отдел полиции, который расформировали).
Слева находится Щигринский сквер, за которым, ближе к проспекту Науки, расположены крупные магазины. По самой улице Верности слева находятся новый ЗАГС Калининского района и спорткомплекс «Спартак». Около ЗАГСа заложена аллея Счастливой семьи с одноимённой стелой.
После пересечения улицы Бутлерова слева примыкает улица Крашенинникова.
Справа — новый ЖК «Академ-парк», далее — академия футбольного клуба «Зенит». Слева идут жилые дома. Затем впереди парк, и дорога поворачивает влево, огибая его. При этом к улице Верности слева примыкает улица Карпинского, а для продолжения движения именно по улице Верности надо повернуть направо. Вместо движения по изогнутому участку пешеходы могут сократить путь, пройдя несколько сотен метров по просеке в парке.
Сразу за парком от улицы Верности направо отходит Амурская улица.
Далее по ходу движения справа расположен сквер и в центре его подальше от дороги находится Пискарёвское кладбище. Оно расположено к улице Верности задней частью и обычно там прохода нет, но во время строительных и ремонтных работ задние ворота открыты. Вход-выход на кладбище осуществляется с проспекта Непокорённых. Жилые дома расположены всё больше по левую руку.
Напротив кладбища, на другой (левой по ходу) стороне улицы Верности имеется облагороженный сад, иногда считающийся ещё одним сквером, которому в 2019 году было присвоено имя учёного-физика Ж. И. Алфёрова.
Далее справа по ходу перпендикулярно примыкает Меншиковский проспект.
Затем идут дома по обе стороны, а справа ещё и автостоянка, и улица Верности упирается в улицу Руставели, где и заканчивается.
Таким образом, если двигаться от Гражданского проспекта до улицы Руставели (в сторону увеличения номеров домов) Пискарёвский парк и Пискарёвское кладбище будут справа, а жилые дома в основном слева.
Параллельно улице Верности расположены проспекты Науки и Непокорённых, улица Фаворского, а перпендикулярно (из близлежащих) — Гражданский и Меншиковский проспекты, улицы Бутлерова, Крашенинникова, Карпинского, Амурская и Руставели.
Вдоль почти всей улицы (кроме участка изгиба — там по упомянутой просеке) проходила одноколейная железная дорога от Ручьев до котельной Политехнического института, построенная для подвоза угля на рубеже XIX и XX веков. Дорога также использовалась для доставки грузов на военный аэродром «Гражданка». В 1980-х годах пути были демонтированы.

## Пересечения
- Гражданский проспект
- улица Бутлерова
- улица Крашенинникова
- улица Карпинского
- Амурская улица
- Меншиковский проспект
- улица Руставели (прямого выезда не имеет, проезд осуществляется через параллельно идущий проезд-дублёр (карман))

## Транспорт
Ближайшая станция метро – «Академическая»
Два автобусных маршрута проходят непосредственно по улице Верности:
№ 61 (станция метро «Академическая» — Челябинская улица, 159); курсирует по самой улице на участке от Гражданского проспекта до улицы Бутлерова)
№ 250 (станция метро «Чёрная речка»— станция «Ручьи»; курсирует по самой улице на участке от улицы Бутлерова до улицы Карпинского)
Также до этой улицы можно добраться:
- трамваями:

№ 9 (станция «Пискарёвка» — метро «Удельная»)
№ 38 (станция «Пискарёвка» — станция «Кушелевка»)
№ 51 (станция «Пискарёвка» — Светлановский проспект)
- троллейбусами:

№ 6 (Суздальский проспект — метро «Чёрная речка»)
№ 16 (площадь Бехтерева — станция «Ручьи»)
№ 18 (площадь Академика Климова — станция «Ручьи»)
№ 31 (Северная площадь — метро «Спортивная»)
№ 38 (Финляндский вокзал — Суздальский проспект)
- автобусами:

№ 40 (проспект Культуры — автобусный парк «Коломяги»)
№ 60 (Придорожная аллея — метро «Лесная»)
№ 102 (проспект Культуры — Клочков переулок)
№ 132 (станция «Ручьи» — метро «Площадь Александра Невского»)
№ 133 (станция «Ручьи» — Финляндский вокзал)
№ 136 (станция «Ручьи» — метро «Площадь Восстания»)
№ 153 (проспект Культуры — проспект Наставников)
№ 176 (Гражданский проспект — Финляндский вокзал)
№ 178 (станция «Пискарёвка» — проспект Культуры)
№ 206 (Северный проспект — Таллинская улица)
№ 237 (станция «Ручьи» — Новоколомяжский проспект)
№ 249 (станция «Ручьи» — метро «Приморская»)
№ 293 (Аэродромная улица — Новая Охта).
№ 295 (Суздальский проспект — метро «Ладожская»)

## Объекты
- Академия ФК «Зенит»
- Пискарёвское мемориальное кладбище